# Torre da Forxa

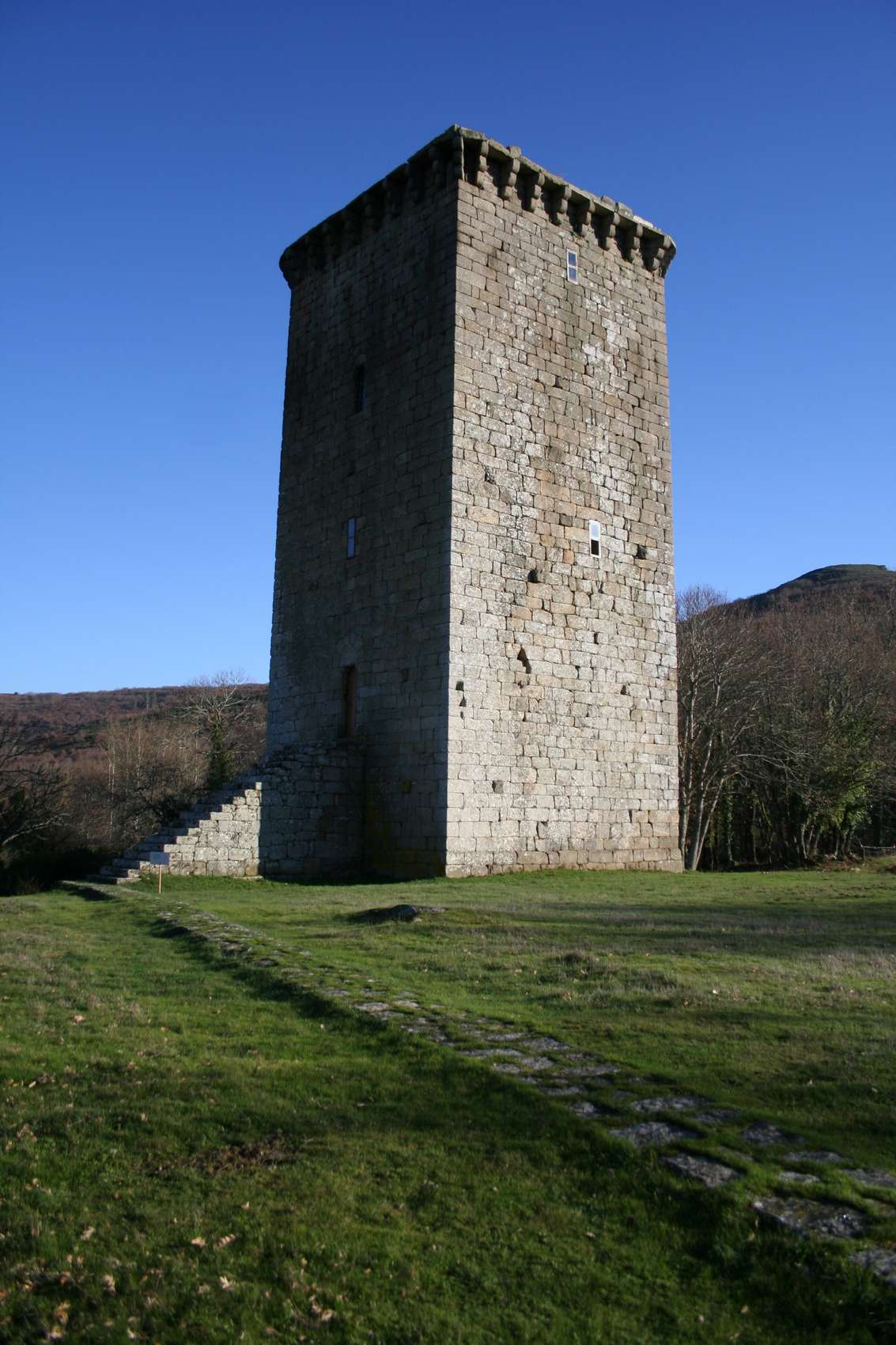
Torre da Forxa ou Torre da Porqueira localiza-se na Galiza - Espanha.

A Torre da Forxa, também conhecida como Torre da Porqueira, localiza-se no município de Porqueira, na província de Ourense, comunidade autónoma da Galiza, na Espanha.
Neste castelo, de acordo com a tradição local, esteve preso algum tempo o rei Garcia II da Galiza.

## História
Erguido no início do século XII, já em 1157 passou integrar os domínios do bispado de Ourense, através de doação feita pelo rei Afonso VII de Castela, posteriormente confirmada por Afonso IX de Castela, que, em Maio de 1204, em Troncoso, vendeu ao bispo don Afonso, por dois mil e quinhentos soldos, o quanto tinha e lhe pertencia na Porqueira.
Na Primavera de 1387 o castelo foi brevemente ocupado pelas forças do duque de Lancaster, no contexto da guerra de sucessão entre Pedro I de Castela e Henrique II de Castela.
No contexto das revoltas Irmandinhas, na segunda metade do século XV, quando na posse da Casa de Monterrei, também foi atacado, porém não chegou a ser destruído.
Após 1837 converteu-se na sede do recém-criado concelho de Porqueira, passando posteriormente às mãos de particulares.
Encontra-se protegido sob a Declaração genérica do Decreto de 22 de Abril de 1949 sobre o Património Histórico Espanhol.
Actualmente abriga um centro de interpretação Via Nova XVIII do Itinerário de Antonino em sua travessia do rio Limia.

## Características
O castelo foi erguido em um vale, posição escolhida para melhor controle da travessia da fronteira com Portugal. Do primitivo conjunto resta-nos apenas esta torre, solidamente erguida em alvenaria de granito em aparelho regular.
A torre é acedida por uma porta acima do nível do solo, acedida por uma escada de vinte degraus. Os seus muros quase não possuem aberturas, além da porta em estilo românico, as seteiras que defendem a entrada e umas janelas de pequenas dimensões, actualmente envidraçadas.
Modilhões simples sustentam o matacão voladiço. Não se conservaram as ameias.